# باتمان (مسلسل رسوم متحركة 1992)
باتمان (بالإنجليزية: Batman: The Animated Series)‏ هو مسلسل رسوم متحركة أمريكي مقتبس من سلسلة القصص مصورة أو الكوميكس باتمان التي تنشر بواسطة دي سي كومكس المسلسل من إنتاج وارنر براذرز أنيميشن وإخراج المخرج الأمريكي بروس تيم من عام 1992 إلى 1995 ويتكون المسلسل من فصلين وتمت الدبلجة العربية في مركز الزهرة وعرض على قناة سبيستون وإم بي سي 3 اخرجه المخرج الأمريكي بروس تيم ، ومن جهة الدبلجة أصبحت إم بي سي 3 تعرض المسلسل مدبلج في إستوديوهات إيمدج برودكشن هاوس في 31 مارس 2013.

## الشخصيات
- باتمان/بروس واين
- ألفريد
- مفوض غوردون
- الضابط بولوك
- روبن/ديك غرايسون
- رينيه مونتويا
- الجوكر
- البطريق
- المرأة القطة/سيلينا كايل
- الريدلر/إدوارد نيغما
- مستر فريز
- ذو الوجهين
- كيلر كروك
- كلايفيس
- رأس الغول

## طاقم التمثيل

### نسخة الدبلجة (مركز الزهرة)
- مروان فرحات - باتمان
- قاسم ملحو - جيمس غوردون
- رأفت بازو - ذو الوجهين، مارتش، روبن
- عادل أبو حسون - هاملتون هيل، كيرك، الفزاعة
- محمد حداقي - هارفي بولوك، لونغ
- أيمن السالك - ألفريد
- بثينة شيا - فرانسين
- يحيى الكفري - الجوكر
- لورا أبو أسعد - سمر غليسان

### نسخة الدبلجة (إيمدج برودكشن هاوس)
- فؤاد شمص - باتمان
- ناجي شامل - جيمس غوردون، مارتش، لونغ
- شربل أيوب - ذو الوجهين، كيرك، الجوكر
- فادي الرفاعي - هاملتون هيل
- سامي ضاهر - هارفي بولوك، سكيركرو
- جورج أبو سلبي - ألفريد
- زينة ضاهر - سمر غليسان
- جوني أبو شرانق - روبن

## وصلات خارجية
- بات مان على موقع IMDb (الإنجليزية)
- بات مان على موقع ميتاكريتيك (الإنجليزية)
- بات مان على موقع الموسوعة البريطانية (الإنجليزية)
- بات مان على موقع روتن توميتوز (الإنجليزية)
- بات مان على موقع أول موفي (الإنجليزية)
- بات مان على موقع فيلمافينيتي (الإسبانية)
- بات مان على موقع كينوبويسك (الروسية)
- بات مان على موقع ألو سيني (الفرنسية)
- بات مان على موقع ميوزك برينز (الإنجليزية)
- بات مان على موقع قاعدة بيانات الفيلم (الإنجليزية)